# Clément Desalle
 (septembre 2012).
Si vous disposez d'ouvrages ou d'articles de référence ou si vous connaissez des sites web de qualité traitant du thème abordé ici, merci de compléter l'article en donnant les références utiles à sa vérifiabilité et en les liant à la section « Notes et références ».
Clément Desalle, né le 19 mai 1989 à La Louvière, est un pilote belge de motocross. 

## Biographie
En 2006, Desalle commence sa carrière en MX1 dans l'équipe allemande Suzuki Kurtz.
En 2009, il intègre l'équipe privée Honda Ls-Motors. 
Pour 2010, il est recruté par l'équipe officielle Suzuki. Pour la saison 2010, il participe au championnat du monde MX1 au sein de l'équipe Suzuki.  
Il signe chez Kawasaki en 2016. En octobre 2020, il annonce la fin de sa carrière mondiale en fin de saison.

## Palmarès

### 2009
- Grand-Prix de Tchéquie
- Grand-Prix du Brésil
- Champion de Belgique

### 2010
- Grand-Prix du Portugal
- Grand-Prix de Lettonie
- Grand Prix en Italie

### 2011
- Grand-Prix de Bulgarie
- Grand-Prix des États-Unis
- Grand-Prix du Portugal
- Grand-Prix de Tchéquie

### 2012
- Grand prix du Portugal
- Grand prix de Suède

### 2013
- Grand-Prix du Qatar
- Grand -Prix de Tchéquie
- Grand-Prix de Belgique
- Grand-Prix d'Angleterre

### 2014
- Grand prix d'Italie
- Grand prix d'Espagne
- Grand prix de France
- Grand prix d'Allemagne

### 2016
- Grand prix des Pays-Bas

### 2017
- Grand prix de France
- Grand prix de Russie

### 2018
- Grand prix de Russie

### MX1
- 2006 : 25e
- 2007 : 20e
- 2008 : 11e
- 2009 : 3
- 2010 : 2e
- 2011 : 3e
- 2012 : 2e
- 2013 : 2e
- 2014 : 4e
- 2015 : 10e
- 2016: 8e
- 2017:4e
- 2018:3e